# Lisah Silfwer
Lisah Linnea Silfwer, född 23 december 1982 i Mora (Dalarna), är en svensk journalist på Expressen.
Silfwer är nyhetsuppläsare och programledare som känns igen från hälsningsfrasen "Hej TikTok" som blivit populär. Innan hon började på Expressen (2016) arbetade Silfwer som nyhetsuppläsare på TV4Nyheterna (2009–2016) och dessförinnan TV4Mitt (2002–2008). Silfwer var även programledare för Brottscentralen tillsammans med Lennart Ekdal och Thabo Motsieloa. Sedan 2023 är hon även krönikör på Mora Tidning.